# Appelant (jansénisme)
Pour les articles homonymes, voir Appelant.
Un appelant, est, au XVIIIe siècle, un ecclésiastique qui appelle à la réunion d'un concile national sur la question de la bulle Unigenitus, publiée en 1713 par le pape Clément XI à la demande de Louis XIV, afin de condamner le jansénisme, plus particulièrement le Nouveau Testament en français avec des Réflexions Morales sur chaque verset (1692) de Pasquier Quesnel.

## Début du mouvement
Le 1er mars 1717, quatre évêques, contre la bulle Unigenitus, publient un appel à un concile général, fondant ainsi le parti connu par la suite sous le nom d'« Appelants » :
- Jean Soanen, évêque de Senez ;
- Charles-Joachim Colbert de Croissy, évêque de Montpellier ;
- Pierre de Langle, évêque de Boulogne ;
- Pierre de La Broue, évêque de Mirepoix.

Ils sont rejoints le 5 mars par la Sorbonne, la faculté de théologie de Reims le 8 mars, et celle de Nantes le 10 mars. D'autres évêques les rejoignent ensuite : Hyppolyte de Béthune évêque de Verdun le 22 mars, Jean-Baptiste de Verthamon évêque de Pamiers le 12 avril, Jean-Baptiste-Louis-Gaston de Noailles évêque de Châlons, Louis Milon de Rigny évêque de Condom, François Hébert évêque d'Agen et de Vincent-François Desmarets, évêque de Saint-Malo le 21 avril, puis Charles de Caylus évêque d'Auxerre le 14 mai.
Ainsi que plus d'une année plus tard par Louis Annet de Clermont de Chaste de Roussillon évêque de Laon, André Dreuillet évêque de Bayonne et Cyprien-Gabriel Bénard de Résay évêque d'Angoulême. En cette même année, le 22 septembre 1718, le cardinal Louis-Antoine de Noailles, archevêque de Paris, donne au Régent sa démission de président du conseil de Conscience. Le lendemain, il publie lui aussi un appel, rendant ainsi publique son adhésion secrète au mouvement dont il devient de facto le chef.

## Estimation de l'ampleur du mouvement des appels
Selon Dominique et Marie-Claude Dinet, qui ont tenté une pesée globale des appels entre 1717 et 1728, à partir du recueil constitué dès 1757 par Gabriel Nicolas Nivelle, il s'avère que le caractère minoritaire du jansénisme au sein du clergé français, régulier ou séculier, est confirmé : avec 6 500 à 7 000 appelants, ceux-ci ne représentent que 5 % des effectifs, et la diversité doctrinale n'est sans doute pas moindre chez ceux-ci que parmi les évêques. Ensuite, le mouvement est géographiquement localisé : s'il atteint 45 diocèses à l'automne 1718, c'est de manière très inégale : le diocèse de Paris représente le tiers de tous les appels et plus de 2 000 signatures pour les seuls appels de 1717-1718 ; le bassin Parisien, du Vexin au Beauvaisis et à la Champagne, en totalise près de 3 000 ; dans les autres régions l'implantation janséniste reste beaucoup plus faible. Les facultés de théologie - au premier chef celle de Paris, mais aussi celles de Nantes et de Reims - ont été au cœur du mouvement : la surreprésentation des gradués en théologie, due au rôle moteur de la capitale, mais aussi au poids des chapitres et des curés des paroisses urbaines, n'est pas surprenante. Enfin, plus du tiers (35 %) des appelants appartiennent à des ordres et congrégations religieuses ; les signatures les plus nombreuses se regroupent dans les ordres qui ont une forte tradition intellectuelle (à l'exception évidente des jésuites) : bénédictins de Saint-Maur ou de Saint-Vanne, oratoriens - 40 % d'entre eux signent les appels en 1717-1718 - chanoines de la congrégation des chanoines réguliers de Sainte-Geneviève. Les ordres mendiants sont quasiment absents. 
Le mouvement janséniste du premier tiers du XVIIIe siècle apparaît comme celui d'une élite réduite du clergé, qui garde cependant, du fait de sa résidence parisienne et/ou par les liens qu'elle entretient tant avec la capitale qu'avec les Pays-Bas, une position centrale dans le champ des disputes théologiques. Cette élite dispose, du fait de son poids intellectuel, de puissants atouts politiques dans la noblesse comme dans le monde de la basoche, et sa prédication dans les paroisses a atteint les milieux populaires urbains.